# 1570 год в России
Правление Ивана Грозного (1547—1584)
последний год Русско-турецкой войны Ивана Грозного
Опричнина: Новгородский погром — поход опричников на Новгород

## События

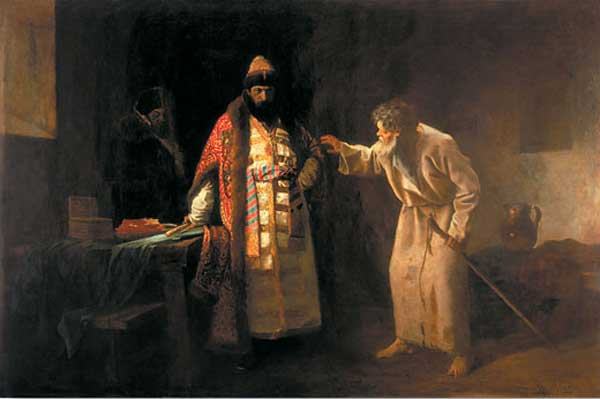
Иоанн Грозный в келье Николы Юродивого, во Пскове. И. А. Пелевин, 1877

1565—1572 — Опричнина.

### Новгородский погром
Январь—февраль — опричное войско под личным руководством Ивана Грозного осуществляло поход на Новгород, сопровождавшийся массовыми убийствами. Число погибших неизвестно, современные учёные их считают от 4-5 (Р. Г. Скрынников) до 10-15 (В. Б. Кобрин) тысяч, при общем количестве населения Великого Новгорода в 30 тысяч (см. Синодик опальных).
Существует легенда о том, что с тех пор на кресте центрального купола Софийского собора находится свинцовая фигура голубя — символа Святого Духа: когда в 1570 году Иван Грозный жестоко расправился с жителями Новгорода, на крест Софии присел отдохнуть голубь. Увидав оттуда страшное побоище, голубь окаменел от ужаса. После Богородица открыла одному из монахов, что этот голубь послан в утешение городу — и пока он не слетит с креста, город будет им храним.
- 2 января — опричное войско Ивана Грозного окружают Великий Новгород[3].
- 3 января — призвание Иваном IV донских казаков на государственную службу[3].
- 6 января — Иван Грозный въезжает в В. Новгород в сопровождении основного опричного войска и полутора тысяч стрельцов[3].
- Январь — Иван Грозный приказывает схватить новгородского архиепископа Пимена и отправляет его в заточение в Николаевско-Успенский-Венёвский монастырь[3].
- Новгородскую кафедру занимает чудовский архимандрит Леонид[3].
- В Новгороде ограблены владычная казна, монастыри и церкви. Главный колокол Святой Софии, по велению царя, отправлен в Александровскую слободу[3].
- Середина февраля — опричное войско входит во Псков[3].
- 20 февраля — Иван Грозный со свитой въезжает в Псково-Печорский монастырь, где его жертвами становятся игумен Корнилий и келарь (вероятно Вассиан Муромцев). Однако массовых казней удалось избежать. По преданию ситуацию спас юродивый Никола Салос крикнувший царю обвинение митрополита Филиппа II, о том когда он прекратит проливать кровь христиан[3].
- Иван Грозный возвращается в Александровскую слободу[3].

Пострадали и выдающиеся деятели своей эпохи:
- архиепископ Пимен — публично унижен и сослан в Никольский Веневский монастырь под Тулой;
- Корнилий Псково-Печерский — игумен Псково-Печерского монастыря.
- 25 июня — на Красную площадь было выведено на казнь по обвинению в измене 300 человек. Прямо на эшафоте царь помиловал 184 человека, 116 велел замучить, в том числе:
- опричники Алексей Данилович и его сын Фёдор Алексеевич Басмановы;
- дипломат Иван Михайлович Висковатов — глава Посольского приказа.

и другие.
После встречи с юродивым Николой Салосом Царь поспешно покинул Псков и вернулся в Москву, где начался «розыск» о новгородской измене, проводившийся на протяжении 1570 года, причём к делу были привлечены и многие видные опричники.
В первые замечен на государственной службе Никита Михайлович Пушкин – первый из рода Пушкиных.

## Русско-литовская и ливонская война
- Окончание Русско-литовской войны (1561—1570). Один из эпизодов Ливонской войны по А.И. Филюшкину.
  - Речь Посполитая заключает с Русским государством перемирие на три года[4].
- Окончание Русско-турецкой война (1568—1570).
- 1558 — 1583 — Ливонская война[4].
  - Лето — герцог Магнус овладевший островом Эзель (сов. Сааремаа) был провозглашен королём Ливонии (территория и столица Ливонского королевства определены не были). Пытаясь заручиться поддержкой Ивана Грозного — Магнус становится вассалом русского царя. Королевству предоставляется широкая автономия, а единственной обязанностью было выставление 3-тысячного отряда в русских военных компаниях[4].
  - Лето — Риге и Ревелю, в случае перехода под власть Магнуса, обещано свободная и беспошлинная торговля по всей территории Русского государства[4].
  - 10 июня — Иван Грозный торжественно встречает в Москве датского герцога Магнуса, с которым договаривается о переходе под русский протекторат "Ливонского королевства", и о его женитьбе на Евфимии, дочери убитого Владимира Старицкого, но невеста умирает в этом же году[4].
  - Иван Грозный создал в Ливонии вассальное королевство во главе с датским принцем Магнусом, помолвленным на его племяннице. Иван нанял на службу датских каперов для борьбы с польским и шведским каперством.
  - 21 августа 1570—16 марта 1571 — начало осады Ревеля обороняемого шведским гарнизоном, войсками короля Магнуса в ходе Ливонской войны. В результате неудачных действий воевод В.И. Умного-Колычева и И.П. Яковли Хирона она окончилась полным провалом[4].

### Другие события
Политика
- Иван IV создал в Ливонии вассальное королевство во главе с датским принцем Магнусом, женатым на его племяннице. В марте Иван Грозный выдал «царскую грамоту» (каперское свидетельство) датчанину Карстену Роде для борьбы с польским и шведским каперством. В мае того же года, купив и оснастив корабли на царские деньги, Роде вышел в море и до сентября промышлял в Балтийском море против шведских и польских купцов. Это считается началом очередного витка русско-ливонской войны, который длился до 1582 года.
- Март — Иван Грозный делает крупный вклад в 2 тысячи рублей в Кирилло-Белозерский монастырь[5].
- Май — царь Иван Грозный подписал с главой Речи Посполитой королём Сигизмундом перемирие сроком на три года, невзирая на огромное количество взаимных претензий[6].
- Крымско-турецкий поход во главе с крымским ханом Девлет-Гиреем и пашой Касимом 1569 года закончился провалом. 
  - Веса — послы Ивана Грозного заключили в Стамбуле договор о ненападении, который восстанавливал добрососедские отношения между султаном и царём. Несмотря на это, крымские татары напали на Русское царство, и оборонявший Полоцк Василий Иванович Прозоровский не устоял и за трусость в бою был убит.
  - 21 мая — Хворостинин Дмитрий Иванович разгромил отряды крымских татар под Зарайском[7].
  - Конец мая — по известиям о нападении «на рязанския места и на каширския крымских людей» царь Иван предпринял поход на Коломну, в котором также принял участие князь Пётр Семёнович Серебряный-Оболенский[8]. В 1571—1572 годах это противостояние перерастёт в полноценную войну.
- Иван Грозный посылает Темрюка Идаровича на помощь абазинам. В сражении на реке Ахупсе два его сына (Мамстрюк и Биберюк) попали в плен, а он сам был тяжело ранен и вскоре скончался[9].
- 25 июля — в Москве, на "Поганой луже" (сов. Чистые пруды) состоялась казнь: И.М. Висковатого, Н.А. Фуникова, руководители и дьяки различный приказов. Начинаются казни и среди опричников: умерщвлены Афанасий Иванович Вяземский, Басманов Алексей Данилович и другие[3].
- Первый разрыв отношение царевича Ивана Ивановича с отцом Иваном Грозным, попавшим под подозрение в крамоле. В это время Иван Грозный собирался передать престол в обход сына датскому принцу Магнусу. Были подвергнуты репрессиям поддерживающие царевича представители клана Захарьины-Кошкины[10].
- Иван Грозный вновь делает заупокойный крупный вклад (первый в 1569 году) в Троице-Сергиев монастырь по умершей второй супруги — Марии Темрюковне в размере 1800 рублей[3].
- Симеон Бекбулатович с этого года и до самой смерти возглавил неформальный список служилых Чингизидов в Русском государстве[11].
- На службу Государю выехали родоначальники дворянских родов: Тутолмины, Возницыны и Хоненевы[12].
- Местничество: 
  - Царский наказ "А которым воеводам, в котором городе быть не вместно, и тем воеводам быть для Государева дела без мест"[13].
  - Царь, получив ряд местнических челобитных от воевод, посылает к г. Кесь посольского дьяка Щелкалова Андрея и дворянина Салтыкова. Следствием этого местничества стало, что войско было разбито, наряд (пушки) взяты противником, а "иные воеводы с того дела побежали" (всем местникам объявлена опала)[13].

Первое упоминание городов
- Солеваренный пункт Зырянка — современный город Березники.
- Оксайское устье под Кобяково городище — современный город Аксай.
- Опальные новгородцы расселены по всей стране, в том числе группа до 300 человек была расселена на проезжей дороге между Нижним Новгородом и Муромом и дала начало селу Богородское — современный город Богородск. В том же году группой новгородцев основан Лальск.
- Деревня Острогино — Строгино, которое вошло в состав Москвы в 1960 году.
- О населённом пункте под названием Гросс Кришцанен — с 1946 года посёлок Заповедное Калининградской области.
- В Чувашии появилась Ясачная деревня Хомбуси Богатырево — Батырево.

Церковная жизнь
- Протопоп (настоятель) Благовещенского собора, духовник Ивана Грозного — Евстафий оставляет свою должность.
- В связи со смертью Пафнутия Варлаам хиротонисан во епископа Суздальского и Тарусского.
- В Зеленецком-Троицком монастыре построена церковь Благовещения Пресвятой Богородице.
- В Свято-Успенском монастыре города Старица построена церковь Введения во храм Пресвятой Богородицы.
- В Софийском соборе Вологды завершены основные строительные работы. Одновременно с этим формируется вологодский нижний Посад.
- Иван Фёдоров в Заблудовской типографии издал «Псалтырь с Часословцем», широко использовавшуюся также и для обучения грамоте.

Прочее
- В России был неурожай, повлекший за собой голод.
- Комиссия, которую возглавил Михаил Иванович Воротынский, приступает к разработке первого в истории России воинского устава: Боярский приговор о станичной и сторожевой службе — правила несения пограничной службы[14][15].
- Май — переговоры с Речью Посполитой, которые вёл Висковатов Иван Михайлович, закончились признанием полного поражения русской стороны. Обвинён в измене, казнён с особой жестокостью[16].

## Руководители приказов
| Года      | Приказ            | Ф,И,О главы                     | Примечания |
| --------- | ----------------- | ------------------------------- | ---------- |
| 1569-1570 | Разрядный приказ  | Щелкалов Андрей Яковлевич       |            |
| 1570-1575 | Разрядный приказ  | Щелкалов Василий Яковлевич      |            |
| 1570-1594 | Посольский приказ | Щелкалов Андрей Яковлевич       |            |
| 1570-1588 | Казанского дворца | Щелкалов Андрей Яковлевич       |            |
| 1565-1572 | Большого дворца   | Захарьин-Юрьев Никита Романович |            |

## Воеводы[20]
Города по алфавиту
| Года      | Город           | Ф,И,О воеводы                        | Примечания |
| --------- | --------------- | ------------------------------------ | ---------- |
| 1570      | Брянск          | Голицын Василий Юрьевич              | Наместник  |
| 1570-1573 | Юрьев Ливонский | Приимков-Ростовский Никита Борисович | Наместник  |
|           |                 |                                      |            |

## Родились
- Лаврентий Иванович Зизаний — западнорусский языковед, писатель, переводчик, педагог, богослов и церковный деятель. Брат Стефана Зизания.
- Пётр Конашевич Сагайдачный (ум. 1622) — кошевой атаман Запорожской Сечи.

## Скончались
- 25 июля — Висковатов Иван Михайлович, русский государственный деятель, дипломат, религиозный мыслитель, думный дьяк (с 1553 года)[16].
- Василий Семёнович Серебряный-Оболенский — князь из рода Оболенских, русский военный и государственный деятель, боярин и воевода, «дворецкий Углицкий»[21].
- Аникей Фёдорович Строганов — создатель солеваренной промышленности в Сольвычегодске и в Перми Великой, колонизатор прикамских земель, крупнейший русский предприниматель своего времени, государственный деятель. Дата смерти установлена не точно: 1569[22] или 1570[23]
- епископ Пафнутий — глава следственной комиссии, которая должна была собрать обвинительный материал для привлечения митрополита Филиппа (Колычёва) к соборному суду. После смерти митрополита Филиппа был посажен в темницу, где и скончался.
- Василий Иванович Прозоровский — воевода на Каширском направлении. Он не сдержал нападения врага, за что был убит по приказу Ивана Васильевича: брат Василия Никита — напустил на него медведя.
- Осип Фёдорович Гвоздев-Ростовский — голова и воевода, шут царя Ивана Грозного, сын князя Фёдора Дмитриевича Гвоздя Приимкова-Ростовского. Убит Иваном Грозным во время пира.

В связи с событиями Новгородского похода:
- 20 февраля[24] — Псково-Печерский монастырь: Корнилий Псково-Печерский — игумен Псково-Печерского монастыря.
- 25 июня — казнены на Красной площади:
  - Басманов Фёдор Алексеевич — опричник, сын Алексея Даниловича Басманова, фаворит и предполагаемый любовник царя Ивана IV Грозного.
  - Басманов Алексей Данилович — боярин и воевода Ивана IV, один из предводителей опричнины
  - Иван Михайлович Висковатов — дипломат, русский государственный деятель, посол, думный дьяк, хранитель государственной печати (печатник), с 1549 по 1570 год глава Посольского приказа.
  - Андрей Фёдорович Кошкаров — стрелецкий голова, происходил из дворянского рода Кашкаровых
- Без указания точной даты смерти:
  - Пётр Семёнович Серебряный-Оболенский — князь из рода Оболенских, русский военный и государственный деятель, боярин и воевода.
  - Андрей Васильевич Безсонов — русский дворянин, дворцовый дьяк при Иване Грозном. Осуждён вместе с Иваном Висковатовым (по другим данным умер в 1575 году).